# Death Is My Trade
Death Is My Trade (Aus einem deutschen Leben) es un largometraje alemán de 1977 escrito y dirigido por Theodor Kotulla y protagonizado por Götz George. La adaptación del guion está basada en la novela francesa de 1952 La mort est mon métier (La muerte es mi oficio) de Robert Merle.
Al igual que la novela, la película se basa en los protocolos de interrogatorio del juicio de Rudolf Höß, oficial de las SS y comandante del campo de concentración y exterminio de Auschwitz, así como en sus notas autobiográficas, que escribió bajo custodia británica y, tras su extradición,  bajo custodia polaca en 1946/47, antes de ser ejecutado como criminal de guerra convicto. En lugar del nombre Rudolf Höß, en cuya vida se basa la trama, en la película se utiliza el seudónimo   de Franz Lang, siguiendo una intención generalizadora/anonimizadora. El verdadero Rudolf Höß inicialmente se ocultó bajo ese nombre (falso) después de la Segunda Guerra Mundial como supuesto marinero, hasta que fue descubierto y arrestado en 1946.
La película está dividida en 14 episodios que trazan etapas fragmentarias y concisas de la vida de Franz Lang.

## Trama
Franz Lang, nacido en 1900, intentó varias veces, siendo adolescente, ir al frente durante la Primera Guerra Mundial, al principio en vano. Finalmente se ofrece como voluntario en un hospital militar, donde se encuentra con el capitán herido Günther, quien le explica que sólo hay un pecado: no ser “buen alemán”. Para Lang, una frase clave que marcó el resto de su vida. El oficial promete al joven Franz que, cuando se recupere, lo acogerá en la nueva compañía de fusileros que ha creado.
En 1917, Franz Lang se encontraba en el frente con una misión anhelada, bajo el mando del capitán Günther: Franz debía ocupar una posición de ametralladora con otros tres camaradas y tuvo que presenciar la caída de dos de ellos. Un tercero intenta convencer a Franz de que deserte. Pero él quiere cumplir la voluntad del líder de su grupo previamente caído y permanecer en la posición de ametralladora el mayor tiempo posible y disparar al fugitivo. Gravemente herido, Franz Lang se arrastra con la ametralladora hasta el frente, donde el capitán Günther lo encuentra inconsciente. Un poco más tarde es ascendido a sargento porque Franz es el único superviviente de una batalla desesperada.
Incluso después de la guerra, durante la República de Weimar, Lang mantuvo constantemente su actitud, que se caracterizaba por la devoción al deber y la fe en la autoridad, y esta actitud le causó repetidamente problemas en la vida civil: con la ayuda de un compañero de guerra, encontró trabajo en una fábrica de máquinas en 1919, pero la debió abandonar, ya que tras un conflicto con un colega mayor que se vio abrumado por el ritmo de trabajo de Lang, fue despedido bajo la presión de los trabajadores y del consejo de trabajadores (similar en importancia a un moderno comité de empresa).
Lang se involucró en círculos étnicos y nacionalistas. En 1920 se unió al grupo de extrema derecha Freikorps Roßbach, que participó, entre otras cosas, en el levantamiento del Ruhr contra los trabajadores revolucionarios de izquierda y en los países bálticos. Reconoce a un antiguo camarada de guerra en un grupo de insurgentes capturados, y Lang inicialmente aboga por su liberación ante el comandante, llamando su atención sobre su despliegue en el frente y el hecho de que ha recibido la Cruz de Hierro. El líder del grupo convence a Franz Lang de que se trata de comunistas en los que no pueden confiar basándose en la pasada camaradería. Estaban cegados ideológicamente por los “agitadores judíos-marxistas”, además, una orden siempre debe ejecutarse de manera unificadora e incluso en contra de intereses personales. Lang acepta de mala gana esta explicación. Cuando el antiguo compañero de guerra de Lang intenta escapar un poco más tarde, Lang le dispara.
Después de la disolución del Freikorps, Lang encontró empleo como trabajador de la construcción. Usó sus primeros salarios para saldar sus deudas con sus camaradas. Así que apenas le quedaba dinero para vivir. Además, el esfuerzo físico lo agobiaba tanto que cayó en la desesperación ante la impresión de que no podía cumplir con su deber a conciencia. Lang decide acabar voluntariamente con su vida. Pero antes de que pueda dispararse con su pistola, lo visita un colega de la construcción: inmediatamente adivina las intenciones de Lang y le advierte que "permanezca leal a Alemania". Lang es responsable de Alemania, aunque ya no sea un soldado. Un compañero de trabajo de Lang, del que sospecha que es miembro del NSDAP, le entrega un ejemplar del Völkischer Beobachter. Impresionado por el lenguaje combativo utilizado allí, Franz Lang decidió unirse al NSDAP.
En 1922, Lang fue a un bar regentado por las SA locales: quería registrarse. Cuando rellenó su formulario de aceptación y compromiso para unirse al NSDAP, el Obersturmführer de las SA le explicó que Lang ahora había sido aceptado en la Sturmabteilung como candidato de las SA y que le darían una tarjeta de miembro temporal del NSDAP porque era un antiguo miembro de Roßbach. Lang confirma que participó en todas las “operaciones de combate después de la guerra” (región del Ruhr, países bálticos y en los levantamientos de Silesia) con los Freikorps. Sin embargo, Franz lamenta ante el líder de las SA no tener dinero para comprarse un uniforme de las SA. Le dan luego el uniforme de un hombre de las SA que anteriormente recibió un disparo.
Algún tiempo después, como miembro del NSDAP y de las SA, Lang respondió al llamado de algunos terratenientes de Mecklemburgo que buscaban una fuerza protectora formada por antiguos soldados del Freikorps para sus grandes propiedades.
Junto con algunos camaradas del antiguo Freikorps Roßbach, Lang participa allí en el Fememord de Parchimer cuando el antiguo cajero del Freikorps aparece en la ciudad. Años antes se había escapado con el dinero del Freikorps y ahora no tenía ni un centavo. Durante una sesión de bebida, Franz Lang descubre la (supuesta) pertenencia del excamarada del Freikorps al KPD. Los Freikorps presentes secuestran y golpean al presunto traidor en un bosque y Franz Lang le dispara. Un participante en el asesinato delató el crimen por miedo y Lang fue condenado a diez años de prisión en 1924. Mientras está en prisión, se profundiza en el libro de Hitler Mein Kampf y se convierte en un nacionalsocialista fanático. Después de casi cinco años, Lang es liberado en 1928 como resultado de una amnistía.
El NSDAP le ayudó en su reinserción social y a encontrar empleo en la finca agrícola del exbarón von Jeseritz, cercano al partido. Este pronto queda impresionado por los logros de Lang y lo apoya aún más: le entrega una granja abandonada para que la gestione de forma independiente y le propone casarse con Else, que fue elegida por el propio barón y que, según la teoría racial nazi, corresponde a la imagen ideal de una mujer aria. Lang cumple con ese deseo y se casa con Else. En una recepción posterior en la finca conoce a Heinrich Himmler, a quien le dijeron que la fiabilidad y el talento organizativo de Lang habían llamado la atención. Franz Lang recibe una orden personal de Himmler para construir un escuadrón de caballería, que finalmente sería transferido al Schutzstaffel.
Después del fin de la República de Weimar y la toma del poder por los nacionalsocialistas, Himmler le ofreció a Lang, ahora Unterscharführer de las Reiter-SS, un puesto administrativo en el campo de concentración de Dachau, cerca de Múnich, en 1934. Aunque él y su esposa hubieran preferido permanecer en el campo agrícola, Lang aceptó esta oferta del Reichsführer SS en el sentido de un "compromiso con el partido y la patria". Himmler le dijo que Lang podría servir mejor al Estado y al partido mediante su lealtad al partido y su talento organizativo. Lang enfatizó a su esposa que el Reichsführer SS lo eligió principalmente por su talento organizativo y porque sabía cómo era la prisión; después de todo, él mismo había estado prisionero durante casi cinco años.
En el campo de concentración de Dachau, Franz Lang se prepara para su papel de futuro comandante del campo, donde lleva a cabo las tareas que se le asignan sin objeciones y, con el paso de los años, asciende a SS-Sturmbannführer. Durante la Segunda Guerra Mundial, Lang fue llamado nuevamente por Himmler en 1941, quien le informó, en secreto, sobre el plan de exterminar a los judíos ordenado por Hitler y los campos previstos para este fin en Polonia. Luego, Lang se hace cargo del campo de exterminio de Auschwitz en la Polonia ocupada por los alemanes. Adolf Eichmann instruye a Lang sobre las "capacidades de destrucción" necesarias. Los asesinatos cometidos hasta ese momento todavía eran demasiado ineficaces para la dirección del partido. Más o menos por casualidad, a Lang se le ocurrió la idea de utilizar el veneno Zyklon B como solución higiénicamente limpia y eficaz para el gaseamiento masivo de prisioneros deportados a Auschwitz. Por la implementación de este método, en 1942, después de la visita de Himmler al campo, fue ascendido a SS-Obersturmbannführer con efecto inmediato.
Cuando su esposa Else se da cuenta de la magnitud de lo que está sucediendo en el campo durante una comida con el jefe del campo de exterminio de Chelmno y se enfrenta a su marido, él invoca su sentido del deber. Tampoco contradice la temerosa suposición de su esposa de que también mataría a sus hijos si recibiera la orden, sino todo lo contrario: por supuesto que lo haría si recibiera la orden, es la respuesta de Lang. Le argumenta a su esposa que él no es responsable de sus acciones en el campo, pero que la responsabilidad de sus acciones recae en la persona que le dio la orden de hacerlo.
Después del final de la guerra, Lang se ocultó en una granja en la parte de Alemania ocupada por Estados Unidos. Los soldados estadounidenses lo rastrearon y encarcelaron. Durante un interrogatorio, Lang respondió a la pregunta de un oficial estadounidense sobre si pensaba que el exterminio de los judíos era correcto: “Lo que creo es irrelevante. Simplemente obedecí. “
Franz Lang es extraditado a Polonia, condenado a muerte como criminal de guerra y ahorcado en Auschwitz.

## Detalles
En la película, el director Theodor Kotulla evita conscientemente en gran medida la música de fondo. De esta manera se subraya el carácter opresivo, casi documental, de los acontecimientos representados.
En los créditos del tráiler de la película se describe a Lang (Rudolf Höß) y la película sobre su vida de la siguiente manera:

Este hombre no era un asesino. Para el régimen de Hitler de aquella época, era un "camarada del pueblo", un buen alemán: obediente, concienzudo, fiable, ordenado, trabajador, aficionado a los niños y resistente. – La película "Aus einem deutschen Leben" muestra cómo un hombre construye un campo de concentración por encargo e instala en él una maquinaria de exterminio que funciona tan eficientemente como la cadena de montaje de una fábrica.

Death Is My Trade intenta contribuir a la comprensión de los crímenes nacionalsocialistas y el Holocausto ofreciendo un psicograma del perpetrador Rudolf Höß a partir de su biografía. La atención se centra en la cuestión de cómo se puede hacer que una persona sea capaz de cometer actos tan graves como el genocidio. Una biografía, marcada por el pensamiento profesional, que apenas se diferencia, por su normalidad y honestidad, de los currículums de muchos otros alemanes. De esta manera, Höß –anonimizado y generalizado bajo el seudónimo de Franz Lang– se convierte implícitamente en una figura identificativa del horror al intentar presentar al espectador una imagen especular en sentido figurado.

## Premios
En 1977, la película recibió la calificación de especialmente valiosa de la agencia de clasificación de películas y en 1978 recibió la cinta de plata en la categoría de otros largometrajes en el Feminicidio era un término para designar el asesinato de presuntos traidores dentro de grupos de derecha, especialmente en la década de 1920. En los últimos tiempos, asesinatos similares también han sido calificados como feminicidio en algunos medios..

## Recepción
[…] La intercambiabilidad del pensamiento colectivo y la imagen del enemigo se vuelve sorprendentemente clara a través del análisis psicohistórico sin emociones de Kotulla, que se remonta al núcleo y la mecánica de tal 'movimiento'. La superficialidad político-moral y la fugacidad del pensamiento de un sentimiento irracionalmente generalizado de "paz, orden y, sobre todo, limpieza" (con este pretexto cada día enviaban hasta 9.000 personas a las "duchas" de Auschwitz) aparece con razón en La película de Kotulla es la principal causa del abuso de poder totalitario, razón por la cual puede seguir funcionando abierta o encubiertamente en todo el mundo en diversas formas y parámetros ideológicos. En este sentido, esta ficción basada en hechos es una lección que todo educador, especialmente todo profesor de historia, debería transmitir a los jóvenes [...]